# Squash na Igrzyskach Azjatyckich 2018
Squash na Igrzyskach Azjatyckich 2018 – jedna z dyscyplin rozgrywana podczas igrzysk azjatyckich w Dżakarcie i Palembangu. Zawody odbyły się w dniach 23 sierpnia – 1 września w Gelora Bung Karno Sports Complex w stolicy Indonezji. Do rywalizacji w czterech konkurencjach przystąpiło 107 zawodników z 18 państw.

## Uczestnicy
W zawodach wzięło udział 107 zawodników z 18 państw.
| Reprezentacja    | Liczba zawodników |
| ---------------- | ----------------- |
| Chiny            | 4                 |
| Filipiny         | 9                 |
| Hongkong         | 8                 |
| Indie            | 8                 |
| Indonezja        | 8                 |
| Iran             | 5                 |
| Japonia          | 6                 |
| Katar            | 4                 |
| Korea Południowa | 8                 |
| Kuwejt           | 1                 |
| Makau            | 3                 |
| Malezja          | 8                 |
| Mongolia         | 6                 |
| Nepal            | 4                 |
| Pakistan         | 8                 |
| Singapur         | 4                 |
| Sri Lanka        | 5                 |
| Tajlandia        | 8                 |
| 18 reprezentacji | 107               |

## Medaliści
| Konkurencja      | Złoto                                                                                           | Srebro                                                                                | Brąz                                                                                 |           |
| Mężczyźni        | Mężczyźni                                                                                       | Mężczyźni                                                                             | Mężczyźni                                                                            | Mężczyźni |
| ---------------- | ----------------------------------------------------------------------------------------------- | ------------------------------------------------------------------------------------- | ------------------------------------------------------------------------------------ | --------- |
| Gra pojedyncza   | Au Chun Ming                                                                                    | Lee Ho Yin                                                                            | Saurav Ghosal                                                                        | [ 3 ]     |
| Gra pojedyncza   | Au Chun Ming                                                                                    | Lee Ho Yin                                                                            | Mohd Nafiizwan Mohd Adnan                                                            | [ 3 ]     |
| Zawody drużynowe | Malezja · Mohammad Syafiq Mohd Kamal · Mohd Nafiizwan Mohd Adnan · Ng Eain Yow · Chee Wern Yuen | Hongkong · Au Chun Ming · Lee Ho Yin · Chi Hin Henry Leung · Yip Tsz Fung             | Indie · Saurav Ghosal · Mahesh Mangaonkar · Harinder Pal Singh Sandhu · Ramit Tandon | [ 4 ]     |
| Zawody drużynowe | Malezja · Mohammad Syafiq Mohd Kamal · Mohd Nafiizwan Mohd Adnan · Ng Eain Yow · Chee Wern Yuen | Hongkong · Au Chun Ming · Lee Ho Yin · Chi Hin Henry Leung · Yip Tsz Fung             | Pakistan · Israr Ahmad · Tayyab Aslam · Amaad Fareed · Muhammad Asim Khan            | [ 4 ]     |
| Kobiety          |                                                                                                 |                                                                                       |                                                                                      |           |
| Gra pojedyncza   | Nicol Ann David                                                                                 | Sivasangari Subramaniam                                                               | Joshna Chinappa                                                                      | [ 5 ]     |
| Gra pojedyncza   | Nicol Ann David                                                                                 | Sivasangari Subramaniam                                                               | Dipika Pallikal Karthik                                                              | [ 5 ]     |
| Zawody drużynowe | Hongkong · Wing Chi Annie Au · Chan Ho Ling · Ho Tze Lok · Lee Ka Yi                            | Indie · Joshana Chinappa · Dipika Pallikal Karthik · Tanvi Khanna · Sunayna Kuruvilla | Japonia · Misaki Kobayashi · Risa Sugimoto · Satomi Watanabe                         | [ 6 ]     |
| Zawody drużynowe | Hongkong · Wing Chi Annie Au · Chan Ho Ling · Ho Tze Lok · Lee Ka Yi                            | Indie · Joshana Chinappa · Dipika Pallikal Karthik · Tanvi Khanna · Sunayna Kuruvilla | Malezja · Aifa Azman · Nicol Ann David · Low Wee Wern · Sivasangari Subramaniam      | [ 6 ]     |

## Tabela medalowa
| Pozycja | Reprezentacja | Złoto | Srebro | Brąz | Razem |
| ------- | ------------- | ----- | ------ | ---- | ----- |
| 1.      | Hongkong      | 2     | 2      | 0    | 4     |
| 2.      | Malezja       | 2     | 1      | 2    | 5     |
| 3.      | Indie         | 0     | 1      | 4    | 5     |
| 4.      | Japonia       | 0     | 0      | 1    | 1     |
| 4.      | Pakistan      | 0     | 0      | 1    | 1     |
| Razem   | Razem         | 4     | 4      | 8    | 16    |